# لیگ ای‌سی‌بی
لیگ ای‌سی‌بی (به اسپانیایی: Liga ACB) معروف به لیگا اندسا (به اسپانیایی: Liga Endesa) لیگ برتر باشگاه‌های بسکتبال اسپانیا است.
این لیگ بعد از لیگ ان بی ای آمریکا، معتبرترین لیگ بسکتبال جهان محسوب می‌شود.

## تیم‌ها
- باشگاه بسکتبال رئال مادرید
- باشگاه بسکتبال بارسلونا